# ION
ION är en mangaserie av Arina Tanemura.
Serien är en Shojo manga och utspelar sig i Tokyo. Som alla Arinas serier handlar även ION om en hjältinna (Ion) vars stora dröm är att finna sin drömkille. Som vanligt i genren är det den populära och smarta killen som hon blir förälskad i.
Han jobbar på ett projekt som skall ge människor superkrafter, men experimentet är på långa vägar inte färdigt. Ändå vill Ion ta en titt på det. Det visar sig att det fungerar på henne och hon kan i princip göra vad hon vill. Senare vaknar hon flygande en bra bit ovanför skolan. När killen får reda på att experimentet har lyckats vet inte Ion om han vill vara tillsammans med henne för att hon är ett experiment eller om han faktiskt gillar henne.